# Enceinte de Lille
L'enceinte de Lille est un ensemble de fortifications qui protégeait la ville de Lille entre le Moyen Âge et le début du XXe siècle.
.

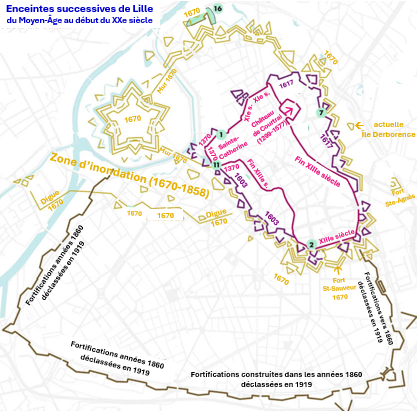
Enceintes successives de Lille à partir du XIIIe siècle

Les remparts successifs ont évolué dans leur dimension à la suite des agrandissements de la ville entourant une surface urbanisée de 10 hectares au XIe siècle jusqu'à 714 hectares après 1858 et dans leur ampleur, de celles du Moyen-Âge  comprenant des parties en terre, aux fortifications bastionnées entourées d'ouvrages à cornes et de forts avancés.
Contrairement à d'autres villes qui se sont étendues concentriquement, les agrandissements de Lille se sont effectués d'un seul côté du rempart. La ville s'est étendue à partir des enceintes primitives du castrum et du forum, vers le sud-est au XIIIe siècle englobant les paroisses Saint-Maurice et Saint-Sauveur, vers 1370 aux environs de l'église Sainte-Catherine, en 1603 au sud-ouest englobant le faubourg du Molinel, au nord-est en 1617 autour de l'ancien château de Courtrai, au nord en 1670 de la ville ancienne à la Citadelle, enfin au sud en 1858 en annexant les communes de Wazemmes, de Moulins-Lille et d'Esquermes.

## Les premières enceintes médiévales (1054-1213)

### Le Castrum de Lille

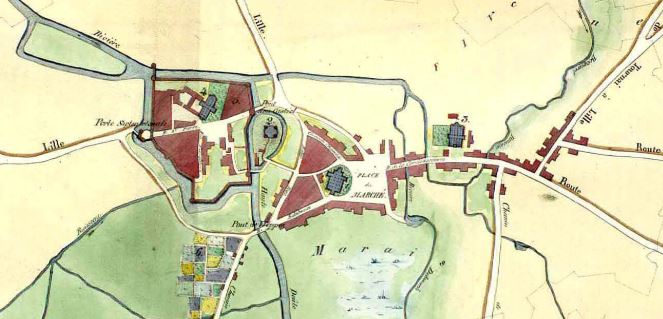
Lille vers 1066 par Brun-Lavainne (plan de 1830)

Une première enceinte entourant le castrum est probablement débutée sous Baudouin IV et terminée sous son successeur. Son existence est attestée en 1054. Ce castrum est construit au nord du forum et de la supposée motte castrale (place Gilleson). Il possède deux portes, l'une au nord appelée porte de Roez ou porte Saint-Pierre s'ouvrant sur la route de Bruges, Courtrai et Gand, et l'autre au sud dite porte du Châtelain s'ouvrant vers le forum.
Cette enceinte  reste indépendante à l'intérieur de la ville lors des deux agrandissements postérieurs. D'après le plan de Deventer ce mur séparant l'ancien castrum du reste de la ville avait disparu au milieu du XVIe siècle.
Le tracé de cette enceinte n’est pas connu avec précision dans son intégralité. Cependant, on peut en tenter la reconstitution d'après des éléments plus tardifs datant du XIIIe siècle révélés par des fouilles archéologiques, ancienne tour Isembart à l’angle de la rue des Trois Molettes et de la rue de Weppes, tronçons rue du Pont-Neuf à l’emplacement de l’ancienne filature Vrau et  à l'angle de la rue Pharaon de Winter et de la rue d'Angleterre. L'emplacement de l'ancienne porte Saint-Pierre à l’angle de la rue de la Collégiale et de la rue Négrier est également très probable.
Contrairement aux plans anciens, notamment celui de Brun Lavainne en 1842 qui représentent une enceinte rectangulaire ou irrégulière, ces éléments archéologiques et la mention dans la charte de fondation de la collégiale Saint-Pierre de 1066, « d’un mur qui longe l’eau et rejoint en s’incurvant ladite porte [porte Saint-Pierre] », permettent d’imaginer une forme  ovale de 300 mètres de large sur 350 de long incluant une partie de l’ancien ilot du Gard à l’ouest de l’actuelle avenue du Peuple belge, approximativement de la rue Saint-Joseph jusqu'à l’emplacement de l'actuel Pont-Neuf et reliant les éléments connus de l'enceinte du XIIIe siècle et le bord du canal Saint-Pierre.

### Le forum
D’après l'historien Jean-Denis Clabaut, le forum aurait été entouré d’une enceinte semi circulaire s’adossant au fossé de la Motte (derrière la rue Basse), intégrant l’église Saint-Étienne. Cette enceinte aurait longé la rue de la Clef ce que laisse supposer l’orientation des parois de fonds de caves entre cette rue et la rue de la Grande Chaussée, se serait prolongée jusqu'à la rue des Chats-Bossus et  jusqu'à l'église Saint-Étienne longeant le bord de l'actuelle Grand-Place à l'autre extrémité. Son tracé est plus difficile à restituer le long de la rue Esquermoise, le cours primitif de la Deûle à cet emplacement étant mal connu.

### Agrandissement duXIIesiècle
Au début du XIIe siècle, l'enceinte est étendue à l'est englobant le forum.

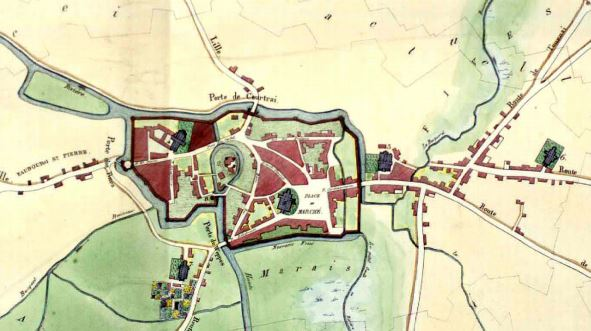
Lille vers 1145 par Brun-Lavainne (plan de 1830)

L'existence de cette enceinte est attestée, dans  partie sud-est, à l'emplacement du canal de la rue des Ponts-de-Comines, par la mention d'une « vieze grant paroi » [vieille grande paroi] dans les comptes la ville de 1542-1543 et par celle d'une porte Saint-Nicolas en 1325. Cette paroi avait probablement disparu au XVIe siècle car elle ne figure pas sur le plan Guichardin, première représentation précise de la ville vers 1560. Cette partie comprenant le canal de la rue de Paris, le canal des Ponts de Comines et le canal de la rue de la Quenette formait la limite entre la paroisse Saint-Étienne et la paroisse Saint-Maurice.
Son tracé pourrait correspondre jusqu'à son raccordement avec l'enceinte primitive, au nord-est au canal des Sœurs Noires prolongé par le canal du Moulin du château, au sud-ouest au canal des Poissonceaux. Ces canaux auraient été à l'origine les fossés extérieurs de l'enceinte.
Cette enceinte est encore étendue à l'est englobant les paroisses de Saint-Maurice et de Saint-Sauveur, peut-être dès la fin du XIIe siècle, ou lors de la reconstruction ayant suivi la destruction des sièges de 1213.

## La seconde enceinte médiévale (1230-1400)

### Les sièges de 1213 et la reconstruction
En 1213, le roi de France Philippe Auguste entre en guerre contre le comte de Flandre Ferrand, la ville de Lille est assiégée plusieurs fois au cours de l'année. La  ville prise par Philippe Auguste en juin, celui-ci fait transformer une maison appartenant à la famille Dergnau ou Dérégnau située à proximité de l'église Saint-Maurice mais à l'extérieur de l'enceinte en maison forte par le renforcement des murs, la création d'un fossé et la création d'un passage la reliant à l'intérieur de la ville à travers l'enceinte. Ces multiples sièges entrainent la destruction en grande majorité ou totale de l'ancienne enceinte. Ferrand fait prisonnier à Bouvines en 1214 et Philippe Auguste vainqueur, la comtesse de Flandre Jeanne de Constantinople obtient la paix à condition de ne pas relever les fortifications de Lille et celles de Flandre, de faire démolir celles d'Audernarde, Valenciennes et Ypres et de ne pas en élever de nouvelles.

Plan de la ville en 1304 et des types de courtine d'après les comptes de travaux jusqu'en 1338 : en rouge les parties attestées comme maçonnées en 1338 et en vert les parties attestées comme en terre ou admises comme telles.

Dix ans plus tard, Philippe Auguste mort en 1223 et son fils Louis VIII en 1226, Blanche de Castille femme du dernier devenue régente du royaume de France consent à laisser la ville rétablir les portes et fossés. La ville procède alors à partir de 1230 à leur reconstruction en en gardant probablement le tracé à l'exception de l'enceinte séparant le castrum du reste de la ville (dont fait partie la porte du Châtelain) qui est probablement supprimée mais également en agrandissant l'enceinte par l'incorporation de l'îlot Rihour, situé entre le canal des Poissonceaux et les deux bras de la Deûle (Haute-Deûle et Fourchon). La reconstruction de l'enceinte s'accompagne également de la réalisation de nouvelles tours maçonnées ainsi qu'à l'ajout de créneaux et au renforcement général de l'enceinte autorisés en 1284 par Philippe III le Hardi, dont la tour Ysembart (sous l'actuelle rue des Trois Molettes), datée du XIIIe siècle,. À l'exception des portes et des nouvelles tours, la courtine est construite en terre,. À la fin du XIIIe siècle ou au début du XIVe siècle deux sections sont néanmoins réalisées en maçonnerie : la première entre les portes de Fives et Saint-Sauveur (attestée en 1318) et l'autre entre la porte du Molinel et la tour Rihour (construite au cours de l'année 1338),. Une autre section en maçonnerie est également probablement réalisée entre la porte Saint-Pierre et la tour Ysembart à cette époque.
Ce rempart est percé des portes suivantes ;
- porte Saint-Pierre ou « porte de Roez » de la première enceinte du castrum (approximativement à l'emplacement de l'angle de la rue de la Collégiale et de l'actuelle rue Négrier);
- porte de Courtrai à l'emplacement de l'entrée de la rue Saint-Jacques à proximité de la place du Lion d'Or ;
- porte des Reignaux à l'emplacement de l'entrée de la rue du Vieux Faubourg près de la place des Reignaux ;
- porte de Fives à l'extrémité de la rue de Fives, actuelle rue Gustave-Delory ;
- porte Saint-Sauveur à l'extrémité de la rue Saint-Sauveur ;
- porte des Malades, à l'emplacement de l'actuelle porte de Paris ;
- porte du Molinel à l'emplacement de l'angle des rues d'Amiens et du Molinel ;
- porte de Weppes, près de la jonction de la rue Thiers avec la rue Esquermoise ;
- poterne du Poupelier, dans la première enceinte à l'extrémité de la rue d'Angleterre ;

### Le château de Courtrai

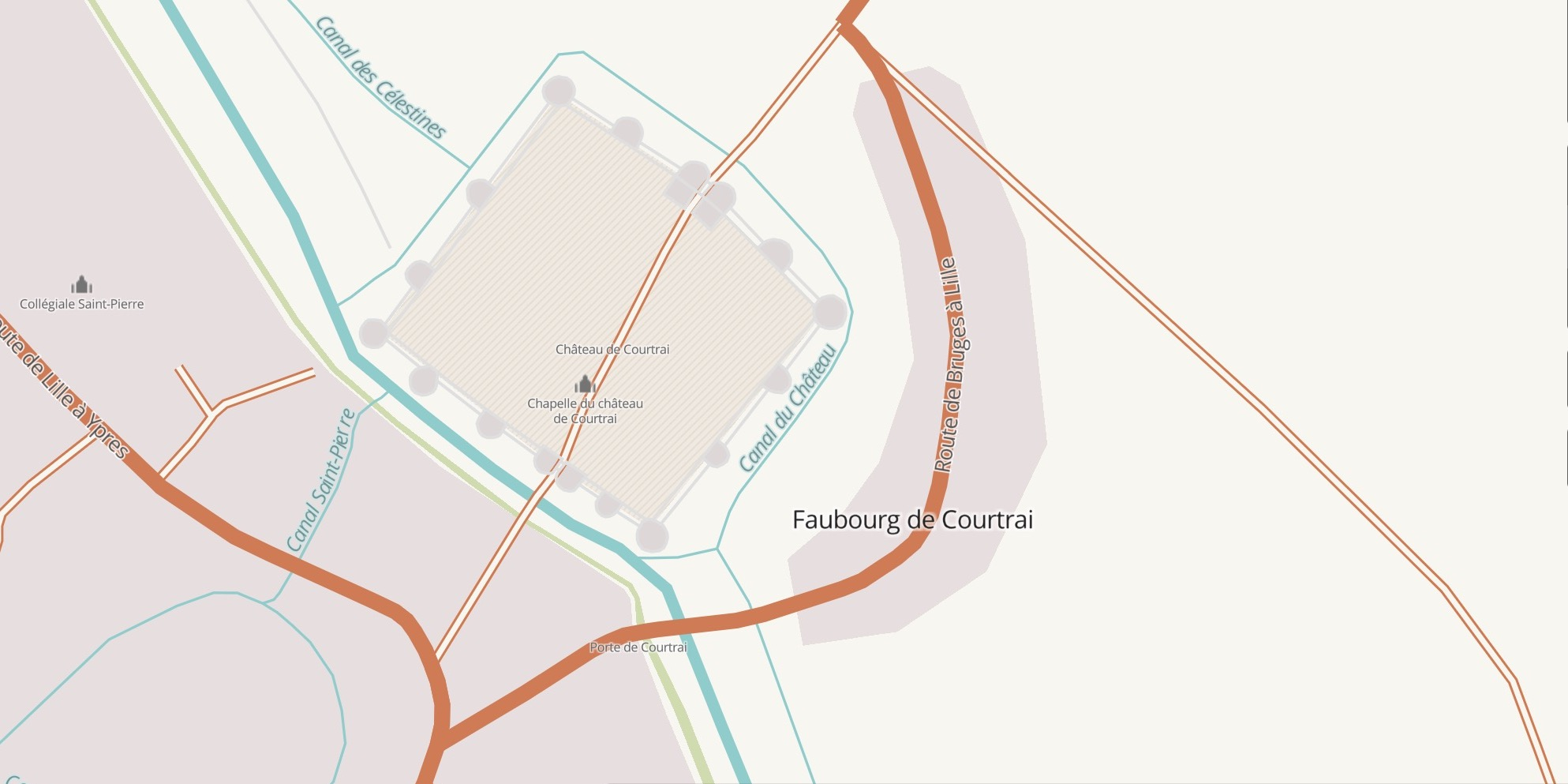
Plan schématique du château.

À la fin du XIIe siècle, la Flandre est à nouveau en guerre contre la France, les fortifications de la ville sont réparées au début de l'année 1297, Philippe le Bel assiège par la suite la ville et la prend le 1er septembre. En 1299, il fait entreprendre la construction d'un château occupant l'ancien faubourg de Courtrai ce qui entraine diverses modifications sur l'enceinte dont la destruction de l'ancienne porte de Courtrai (voir Château de Courtrai).

### L'agrandissement de 1370

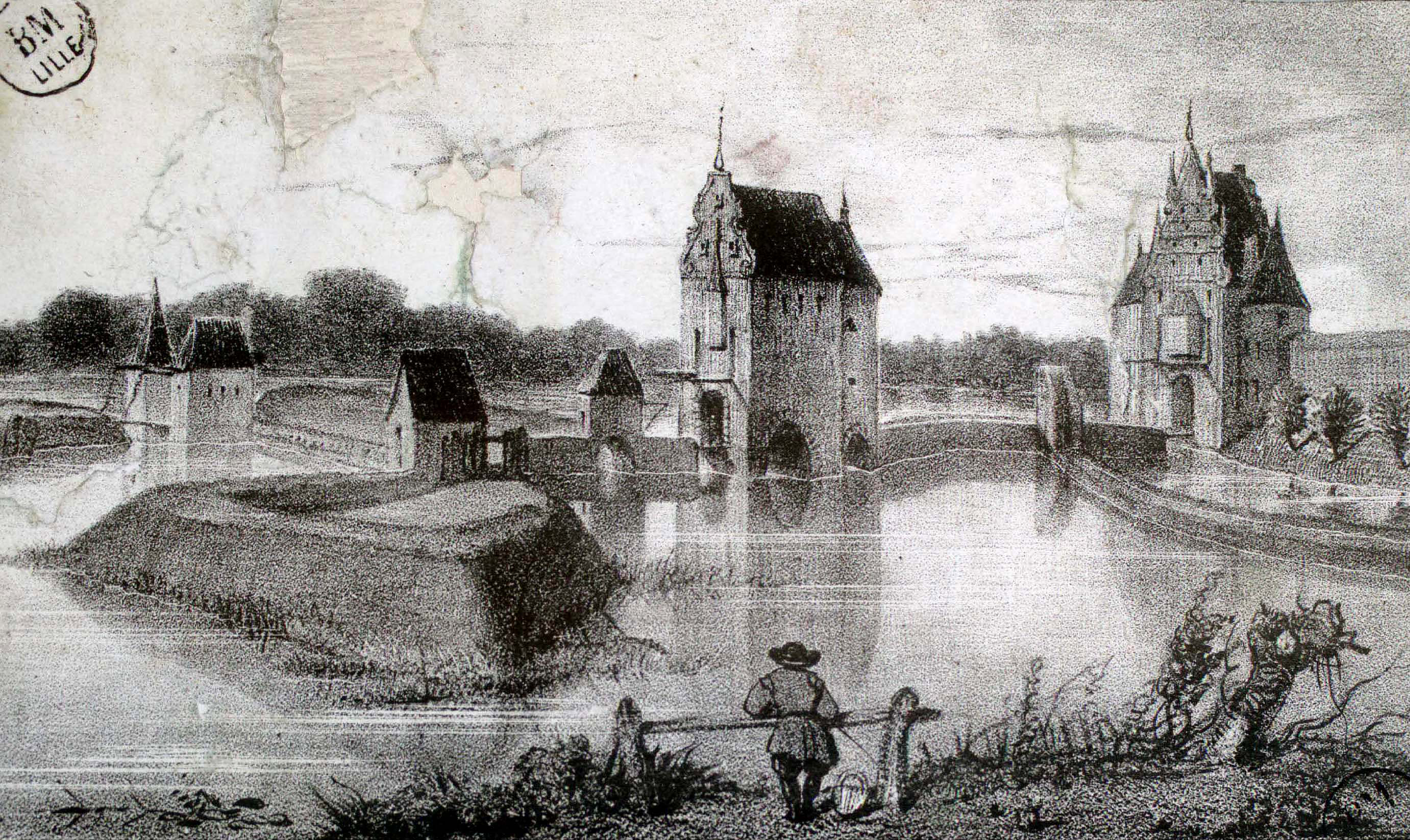
La porte de la Barre.

Vers 1370, le faubourg de Weppes (paroisse Sainte-Catherine) d'une surface de 11 hectares est englobé dans une nouvelle enceinte. Il est probable qu'une partie de cette nouvelle enceinte ait d'origine été réalisée en maçonnerie et non en terre comme c'était le cas pour les constructions du XIIIe siècle.
À proximité de la porte de la Barre qui remplace la porte de Weppes de la première enceinte du castrum, la cunette de l'enceinte (fossé extérieur) est le « rivage du Haut » (ou du Wault), port de débarquement des  marchandises en provenance de la Haute Deûle qui sont ensuite transportées par voie de terre au port de la Basse Deûle avant la création en 1751 d'une liaison fluviale par le canal de la Moyenne Deûle.

## Les fortifications modernes (1400-1667)

### Les fortifications de transition
En 1402, on commence la construction de la Noble Tour sur le front sud-est et des boulevards sont rajoutés.
À partir des années 1520, l'enceinte subit une vague de modernisation dans le cadre de la guerre entre Charles Quint et la France : en 1521, les portes de Fives, Saint-Sauveur, des Malades et du Molinel sont arasées afin de ne pas constituer une cible pour l'artillerie. Une entrée est ajoutée à la Noble Tour qui est également arasée et une tour nouvelle est construite sur la courtine entre les portes des Malades et du Molinel. En 1525, des travaux de remparement sont menés (élargissement du rempart) et la courtine à proximité de la collégiale Saint-Pierre est rénovée.
À nouveau en guerre avec la France à partir de 1537, divers modifications sont entreprises, il est interdit de bâtir dans un rayon de 1 400 pieds (427 mètres) autour de l'enceinte, des modifications sont faites aux portes Saint-Sauveur et de la Barre.
En 1577, le démantèlement du château de Courtrai est décidé, le mur côté ville est démoli tandis que les trois fronts extérieurs sont intégrés à l'enceinte urbaine.
À la même époque, entre 1572 et 1599, des demi-lunes et ouvrages à cornes sont ajoutés à l'enceinte,, :
- un ouvrage à cornes à l'aspect irrégulier au nord du château de Courtrai devant l'îlot du Gard ;
- un autre ouvrage à cornes à demi bastions à orillons devant la porte de la Barre ;
- trois demi-lunes à orillons, l'une entre la porte de Fives et l'entrée des eaux du Becquerel, la seconde devant la Noble Tour et la troisième rajoutée devant un boulevard antérieur devant la porte des Malades ;
- une demi-lune devant la porte Saint-Pierre.

### Les agrandissements de 1603 et 1617

Plan de Lille en 1650

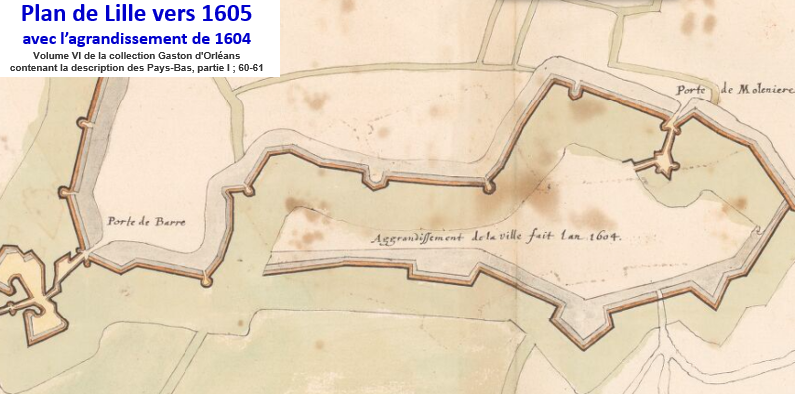
Agrandissement de 1604 sur extrait de plan de Lille

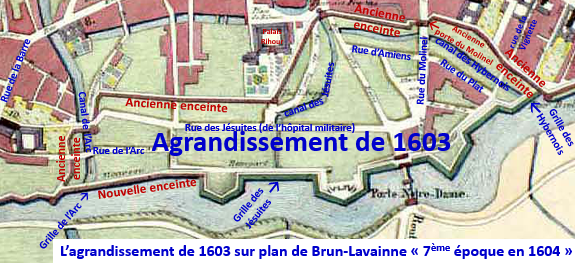
L'agrandissement de 1603 d'après plan de Brun Lavainne

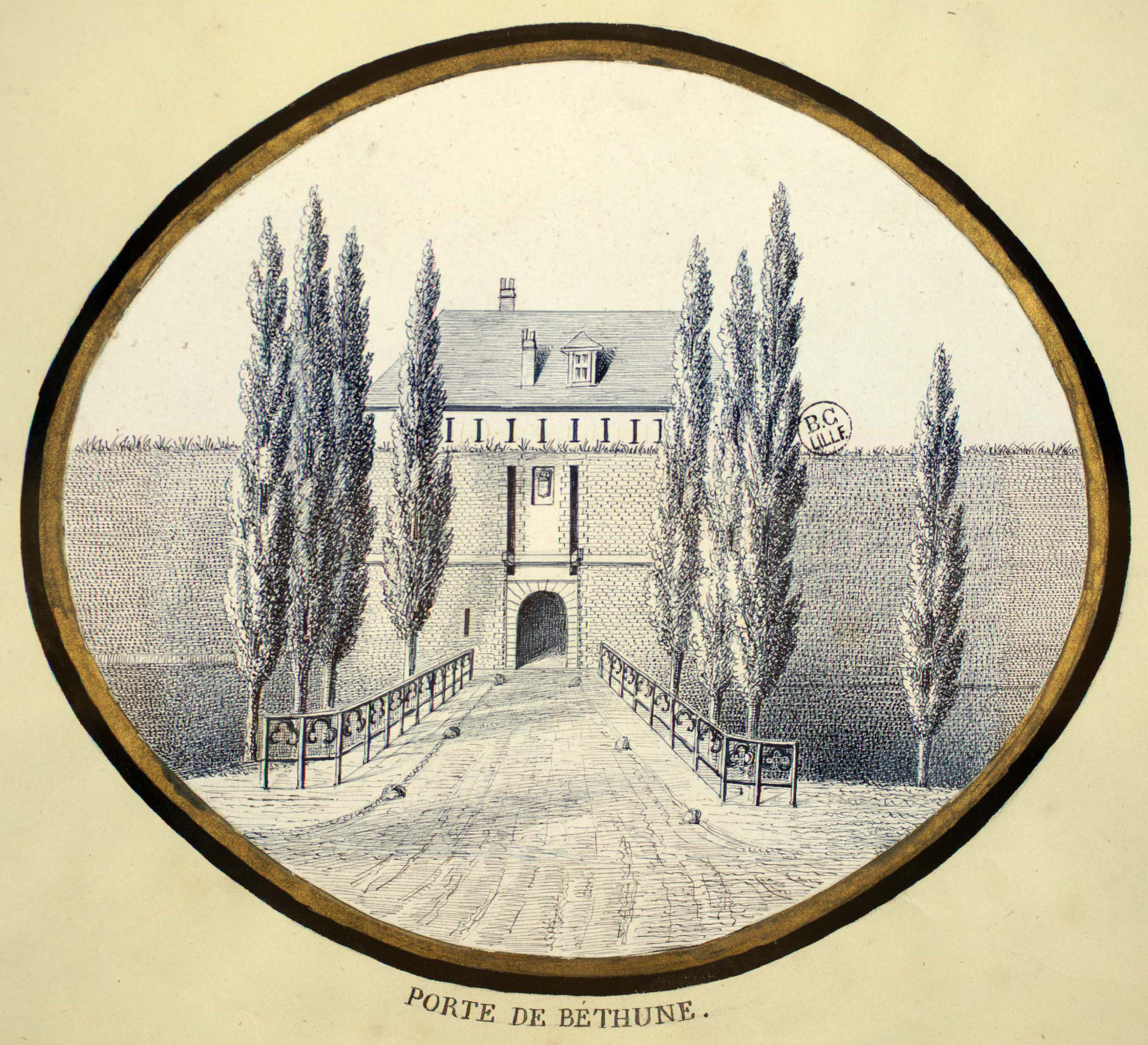
La nouvelle porte Notre-Dame.

Pour faire face à l'accroissement de la population, divers projets d'agrandissements sont menés à partir de 1539 sans aboutir.

#### Agrandissement de 1603
Un nouveau projet est dressé en 1597 par l'ingénieur Mathieu Bollin qui propose d'annexer le faubourg du Molinel au sud-ouest. Ce projet est accepté en 1603 et les travaux sont menés à partir de cette date jusqu'en 1605.
La nouvelle enceinte agrandissant la ville de 17 hectares est construite entre le cours de la Haute-Deûle au nord et la tour de 1521 au sud. Elle comporte trois ouvrages en saillant (du nord au sud) : un ouvrage de forme rectangulaire dit du Calvaire (21) (approximativement à l'arrière des immeubles des 77-79 de la rue Nationale), un bastion à flancs droits dit de la Piquerie (23) (approximativement à l'angle des actuelles rues de la Piquerie et Gombert) et un redent dit du Moulinet (26) (approximativement à l'angle des actuelles rues Jeanne-Maillotte et Denis Godefroy). Sur la courtine 23-26 entre ces deux derniers ouvrages est percée une nouvelle porte dite "Notre-Dame" (du nom du faubourg englobé par le nouveau rempart) qui remplace l'ancienne porte du Molinel. Ces ouvrages resteront en place jusqu'à l'agrandissement de 1858 mais seront améliorés ou complétés par des ouvrages avancés construits au cours des années précédant la conquête de Lille par Louis XIV en 1667.
Cette nouvelle enceinte n'est reliée à l'ancienne qu'au sud, approximativement  à l'angle des actuelles rues Malpart et Lydéric, mais en reste séparée au nord par la Haute Deûle, ensuite canal de l'Arc (ou de la Baignerie), soit l'emplacement d'une ligne entre les actuelles rues de Tenremonde et de la Baignerie, au sud de la place Maurice-Schumann.
Dans la partie nord-ouest de l'agrandissement, toutes traces de l'ancienne enceinte et de son fossé parallèles à la rue des Jésuites ouverte dans cet agrandissement (actuelle rue de l'hôpital-Militaire) disparaissent. Ces fossés sont représentés avant leur comblement, dans une largeur peut-être exagérée, sur un plan de peu postérieur à l'agrandissement.
Dans sa partie sud-est, les anciens fossés deviennent des canaux intérieurs, canal des Jésuites et canal des Hybernois. Le canal de la Baignerie qui longe l'ancienne enceinte englobant le faubourg de Weppes (paroisse Sainte-Catherine) est intégré dans le territoire de l'agrandissement.
Ces canaux franchissaient la nouvelle enceinte par 3 portes d'eau ou grilles qui resteront à leur emplacement jusqu'à la démolition de l'enceinte de 1604 vers 1860 lors de l'agrandissement de 1858.

#### Agrandissement de 1617

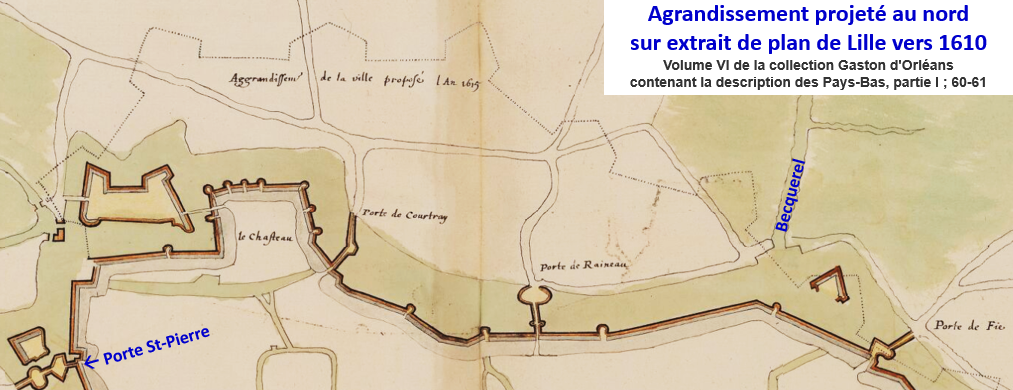
Projet d'agrandissement sur plan dessiné vers 1610

En 1617, un deuxième agrandissement de 34 hectares est effectué au nord en annexant les faubourgs de Courtrai (incluant le territoire de l'ancien château de Courtrai) et des Reignaux.
Une nouvelle enceinte est réalisée entre l'ouvrage à cornes devant l'îlot du Gard et la courtine au sud du faubourg des Reignaux, elle comporte cinq bastions à flancs droits perpendiculaires à la courtine et ligne fichante : de la Madeleine (55), du Meunier (ou des Carmélites, 51), des urbanistes (49), de Saint-Maurice (47), des buiges (46). Deux portes sont percées en remplacement des anciens ouvrages : la porte Saint-Maurice (de Roubaix) du nom du faubourg Saint-Maurice sur la courtine 47-49 en remplacement de la porte des Reignaux et la porte de la Madeleine (de Gand) sur la courtine 51-55 en remplacement de la porte de Courtrai. Cette nouvelle enceinte est détachée de l'ancienne et en est séparée par la Basse-Deûle (fossé des remparts).
L'ancienne enceinte est préservée malgré cela derrière les nouvelles et ne va être supprimée que dans la seconde moitié du XVIIe siècle.

### Ajouts ultérieurs

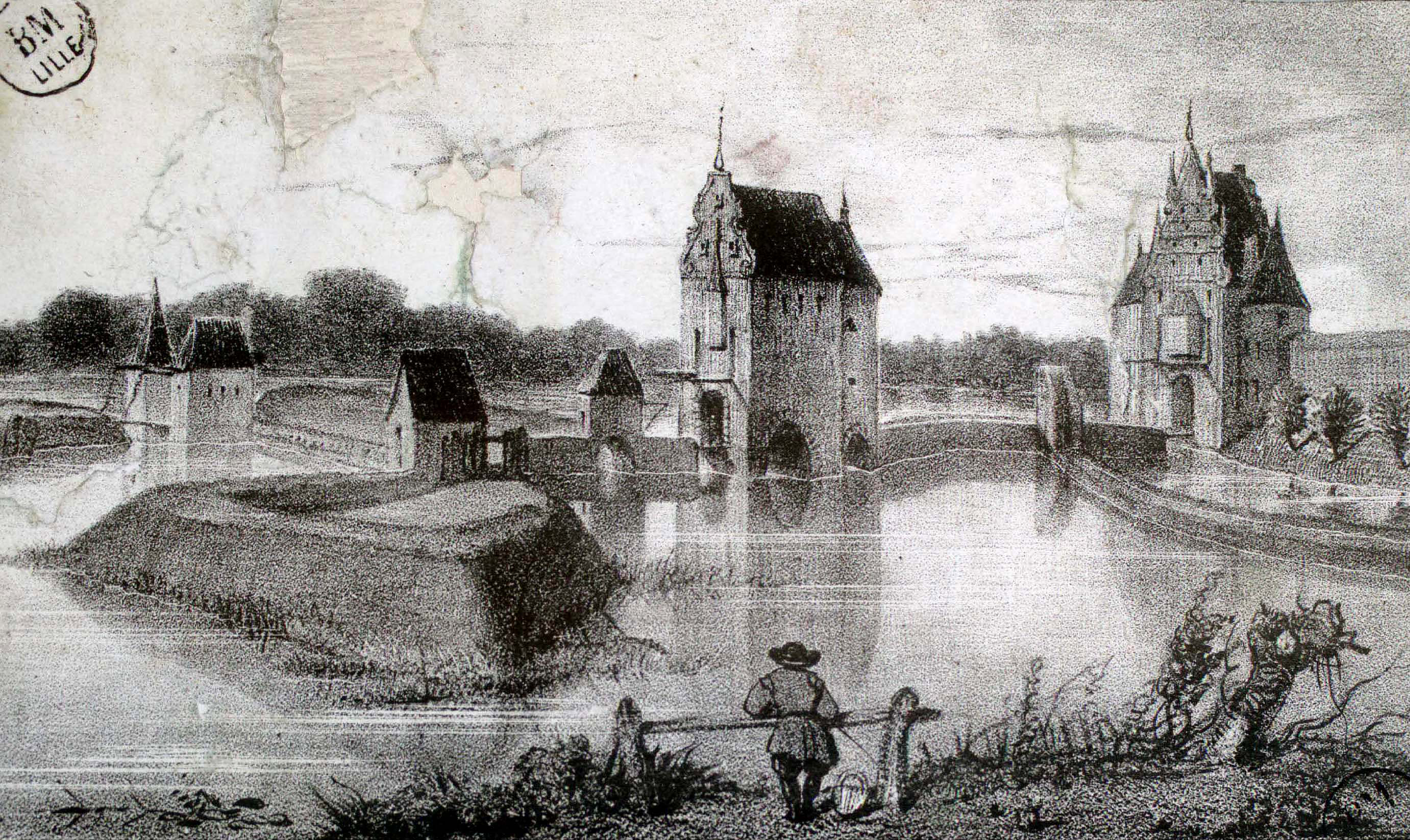
Porte, avant-porte et glacis de la porte de la Barre.

Diverses modifications sont par la suite effectuées.
L'enceinte nord ne subit que très peu de modifications hormis le rajout de demi-lunes devant l'ouvrage à cornes de la Barre, de leur côté, la courtine et la porte Saint-Pierre sont entourées d'un chemin couvert et glacis.
Sur le front nord-est du 5e agrandissement, l'ancien ouvrage à cornes devant l'îlot du Gard est supprimé et un bastion (58) similaire à ceux de ce front est ajouté sur la rive droite. Diverses demi-lunes sont ajoutées devant les courtines, doublées devant les deux portes de la Madeleine et Saint-Maurice, avec chemin couvert et glacis. L'enceinte médiévale et le château de Courtrai sont rasés.
Au sud-est le tracé de l'enceinte est régularisé renforcé de demi-lunes avec chemin couvert et glacis. Un demi bastion est créé au nord de la porte de Fives pour faire la liaison avec l'enceinte du 5e agrandissement, un autre bastion (n°41, probablement englobant l'ancienne demi-lune de la Noble Tour) est créé comportant un flanc gauche à orillons et l'autre droit englobant la Noble Tour dont il prend le nom.
Ces constructions entrainent la démolition de la maladrerie à l'extérieur de l'enceinte entre la Porte des malades et la Noble Tour. Ses matériaux furent utilisés pour la construction du bastion de la Noble Tour.
Sur le front sud, l'enceinte est également régularisée et un bastion à flancs droits dit des Canonniers est créé à l'ouest (30), la porte des Malades est défendue par une ancienne demi-lune et un second ouvrage extérieur le tout comme pour les autres front entouré d'un chemin couvert et glacis.
À l'ouest, l'enceinte du 4e agrandissement est reliée au nord à l'ancienne enceinte avec la construction d'une nouvelle porte d'eau, le profil du redent du Moulinet (26) est légèrement modifié et l'ouvrage du Calvaire (21) est transformé en bastion par l'ajout de deux faces. Divers ouvrages extérieurs sont ajoutés dont des demi-lunes devant les courtines avec chemin couvert et glacis.
Deux lignes de fortifications entourent les faubourgs.
Au nord, le Faubourg Saint-Pierre protégé par une ligne de fortification entre la Basse Deûle et la Haute Deûle qui englobe l'église Saint-André [église détruite en 1784 qui était située au nord de la place Saint-André], la cense du Metz et l'enclos des Dominicains.
Au nord-ouest, les faubourgs de la Barre et Notre-Dame sont également entourés par une fortification en avant de celle de 1603.
Ces deux fortifications avancées disparaissent lors des travaux de Vauban, celle du nord remplacée par l'extension de l'enceinte entre la Citadelle et le rempart qui entouraient les paroisses Saint-Pierre et Sainte-Catherine, celle du nord-ouest correspond approximativement à la digue d'inondation avec ses redoutes.

## Les fortifications deVaubanaprès le rattachement à la France (1667-1858)

### Une première extension des fortifications avant Vauban
Malgré les deux agrandissements de 1603 et de 1617, la ville était surpeuplée au milieu du XVIe siècle et des faubourgs se développaient à l'extérieur des fortifications, faubourg Saint-Pierre autour de la rue Neuve Saint-Pierre (actuelle rue Saint-André) et au bord de la Basse Deûle (où subsistent plusieurs maisons de cette époque à l'angle de la rue de la Halle et de l'avenue du Peuple belge), faubourg de la Barre et faubourg Notre-Dame au delà de la porte Notre-Dame en direction de Wazemmes (approximativement à l'emplacement de l'actuelle place de la République).
Dans un mémoire du 7 octobre 1661 Julien Destrée, maître des œuvres de la ville de 1642 à 1673, proposait un « ragrandissement » de la ville par un nouveau rempart qui aurait englobé ces trois faubourgs et une liaison de la Haute Deûle avec la Basse Deûle (correspondant au Canal de la Moyenne-Deûle qui sera réalisé en 1750). Julien Destrée, donnant l'exemple d'Amsterdam, de Gand et de Tournai, estimait que cette extension serait rapidement habitée..

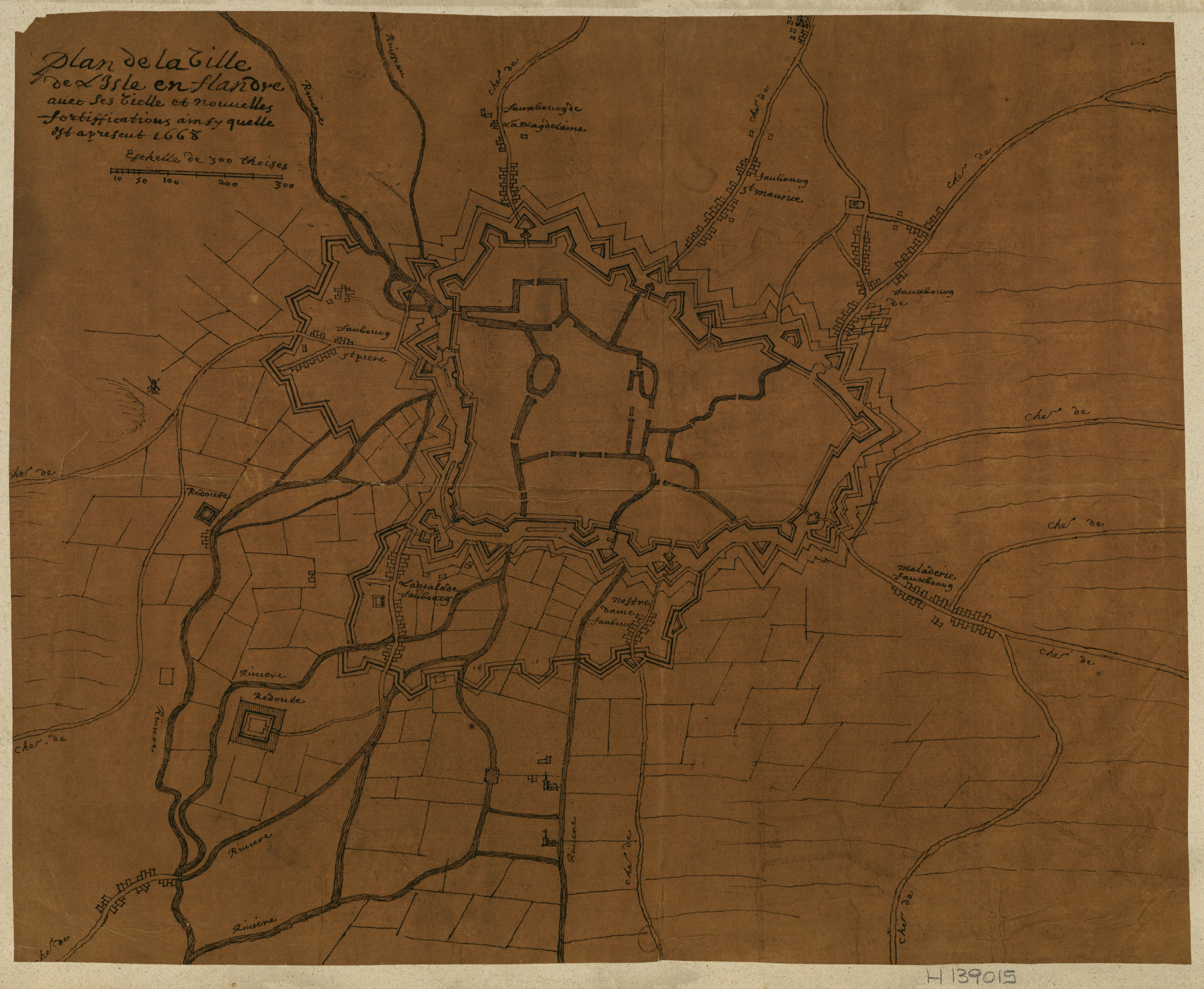
Plan de Lille en 1668 par Sébastien Pontault de Beaulieu

L'annexion de l'Artois au Royaume de France par le Traité des Pyrénées qui entraine l’afflux de population artésiens à Lille et l’extension des faubourgs Notre-Dame et Saint-Piette et les menaces de reprise de la guerre entre la France et les Pays-Bas espagnols amènent l'échevinage  à demander au gouverneur l'autorisation de créer 14 nouveaux bastions.
Deux lignes de fortifications entourent les faubourgs.
Au nord, le Faubourg Saint-Pierre protégé par une ligne de fortification entre la Basse Deûle et la Haute Deûle qui englobe l'église Saint-André [église détruite en 1784 qui était située au nord de la place Saint-André], la cense du Metz et l'enclos des Dominicains.
Au nord-ouest, les faubourgs de la Barre et Notre-Dame sont également entourés par une fortification en avant de celle de 1603.
Ces deux fortifications avancées disparaissent lors des travaux de Vauban. Celle du nord est remplacée par l'extension de l'enceinte entre la Citadelle et le rempart qui entouraient les paroisses Saint-Pierre et Sainte-Catherine. Celle du nord-ouest correspond approximativement à la digue d'inondation avec ses redoutes et le faubourg Notre-Dame qui s'étendait entre l'enceinte et Wazemmes est absorbé par la zone inconstructible.

### Le rempart de Vauban

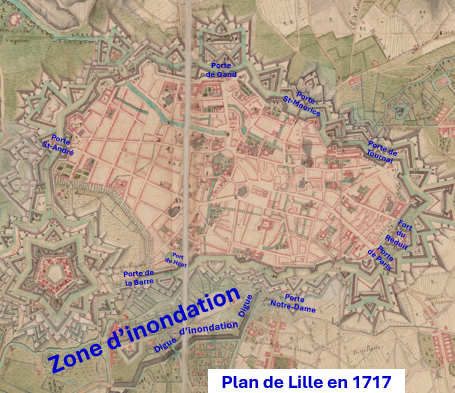
Lille en 1717

Après la construction de la Citadelle de 1668 à 1670 qui mobilise la totalité des maçons de la ville interdits de tous autres travaux dans la ville jusqu'en 1672, le Roi ordonne en 1670 de nouvelles fortifications englobant les anciens faubourgs de Saint-Pierre et de La Madeleine soit un agrandissement de la ville d'un tiers correspondant à la proposition de Julien Destrée sans le faubourg Notre-Dame.
Vauban raccorde la Citadelle au système de défense de la ville par deux murs de liaison, "mur de communication d'en-bas" au nord dont une partie subsiste au bord de l'Esplanade, et "mur de communication d'en-haut" détruit à la suite de l'agrandissement de 1858, doublés de demi-lunes.
La nouvelle enceinte s'étend de la Citadelle au rempart de 1617 auquel il se raccorde au bastion de la Madeleine à l'emplacement de l'actuelle caserne Kléber. La construction de cet ouvrage débute par le creusement en juin 1670 du fossé mis en eau le 28 juillet servant provisoirement au transport des matériaux et élévation des murs du rempart en 1671. La porte d'Ypres est construite avec et la porte d'eau livrant passage à la Basse Deûle est percée entre les nouveaux bastions du Metz et de La Madeleine.
Vauban modernise la vieille enceinte en renforçant le mur et en s'en servant d'appui pour de nouveaux ouvrages, bastions, demi-lunes. Quatre grands ouvrages à cornes sont construits vers 1690, devant le bastion Saint-André pour renforcer le front nord à la porte de la Madeleine (porte de Gand), à la porte Saint-André (porte d'Ypres), à la Noble Tour et devant le bastion des Canonniers près de la porte des Malades (porte de Paris). Le fort Campi datant de 1659 entre la Noble Tour et la porte des Malades est détruit et remplacé par le fort du Réduit, petite citadelle  bâtie de 1671 à 1673, séparée de la ville par un fossé, défendant le flanc sud, également destinée à contenir les émeutes  du quartier populaire Saint-Sauveur. Le fort Sainte-Agnès (détruit en 1991 lors de construction de la gare de Lille-Europe) est un petit ouvrage avancé situé 200 mètres en avant de la porte de Fives dans une zone inondable alimentée par le Becquerel destiné à renforcer la défense du flanc est.
La porte Saint-Sauveur à l'extrémité de la rue éponyme, murée depuis 1575 à la suite de l'explosion d'un dépôt de poudre, est détruite et la porte de Tournai est construite en 1674 à proximité de la porte de Fives murée et transformée en dépôt de poudre. La monumentale porte de Paris est édifiée de 1685 à 1695 sur le côté extérieur de la porte des Malades. Une nouvelle porte de la Barre également nommée porte de Dunkerque percée dans le mur d'En haut au sud de l'Esplanade remplace l'ancienne porte de la Barre datant de l'enceinte de 1370. La nouvelle porte de Saint-André ou porte d'Ypres est construite à l'extrémité du nouveau quartier Royal (dans le prolongement de la rue Royale). Les portes de la Madeleine (porte de Gand), Saint-Maurice (porte de Roubaix) datant de l'agrandissement de 1617, Notre-Dame ou porte de Béthune (à l'emplacement de l'actuelle place Richebé) datant de l'agrandissement de 1603 (celle-ci détruite lors de l'agrandissement de 1858) subsistent.
Le port du Haut ou Quai du Wault intégré dans la ville à l'intérieur des nouvelles fortifications reste un port de débarquement jusqu'à la création du canal de la Moyenne Deûle en 1751 qui le relie à la Basse Deûle immédiatement en aval de la porte d'eau. Le port de la Basse Deûle est prolongé parallèlement au nouveau Canal des Araignées jusqu'à la nouvelle enceinte dans laquelle il pénètre par une porte d'eau.
L'ancienne enceinte qui était située au sud des actuelles rues du Pont-Neuf et Négrier, au nord de l'actuelle rue Léonard-Danel, à l'emplacement de la rue du Gros-Gérard jusqu'à l'ancienne porte de la Barre à l'angle de cette rue et de la rue de la Barre est détruite, à partir de septembre 1672 avec comblement de ses fossés, à la demande de d'Artagnan
, gouverneur de Lille.

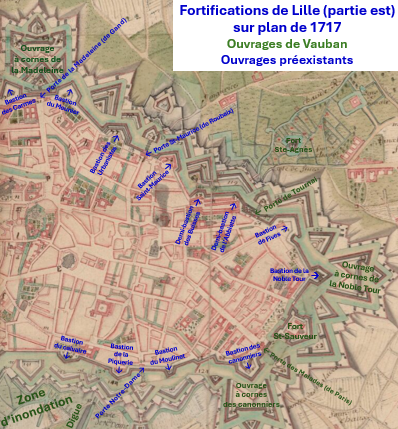
Enceinte de Vauban partie est
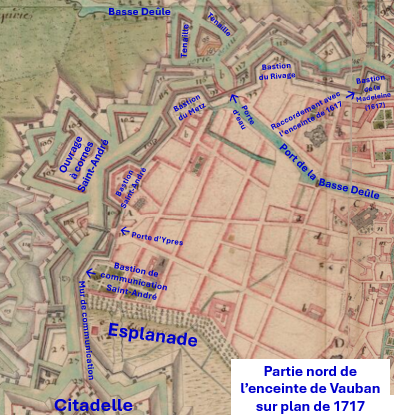
Fortifications de Vauban partie nord
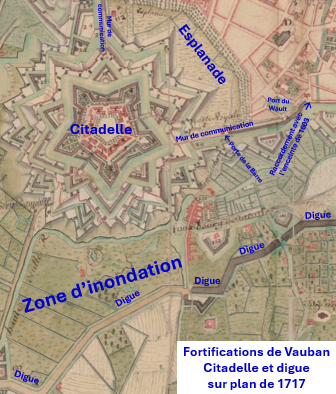
Fortifications de Vauban Citadelle et digue

L'agrandissement de la ville est de 85 hectares dont 23,7 hectares de fortifications, 13,4 hectares de rues et places, 1,4 hectares de canaux et 46,5 hectares de terrains à bâtir.
Après cette extension, la surface urbanisée de la ville jusqu'à l'agrandissement de 1858 atteint 190 hectares à l'intérieur des remparts et celle des fortifications de 231 hectares.
Des digues sont construites au sud-ouest délimitant trois zones d'inondation d'une surface totale de 1 700 hectares destinées à protéger la ville en cas de siège.
Les fortifications de Vauban sont ensuite complétées par un ouvrage de défense en forme de pentagone la lunette du « Grand Carré » réalisé en 1731-1732 au nord de l'esplanade.

## L'enceinte de 1858

### Propositions antérieures
Des extensions de la ville englobant le faubourg de la Barre avaient été proposés dès 1662 par Julien Destrée, en 1699 par un ingénieur militaire. Au XIXe siècle, la population de la ville corsetée dans ses remparts de Vauban croît atteignant 78 000 habitants en 1856 s'entassant dans des conditions sordides, particulièrement dans les quartiers de Saint-Sauveur, et de Saint-Maurice, à l'intérieur d'un espace de 190 hectares (411 habitants à l'hectare) sans possibilité de développement. Aussi des d'agrandissement sont proposés, en 1823 par un député de Lille Monsieur de Brigode, en 1839 par Jean-Baptiste Ferdinand Pascal, s’étendant sur le flanc sud-Ouest de la ville ancienne jusqu’à la porte de Paris  soit un accroissement de la surface urbanisable de 75 hectares.
Ces propositions sont restées sans suite, les communes de Wazemmes et de Lille étant opposées à ces deux dernières en raison de leur coût excessif par rapport aux recettes escomptées.
Le projet présenté en octobre 1856 par le député du Nord Jules-Louis-Brame de démantèlement complet des fortifications pour faire de Lille une ville ouverte rencontre l'opposition de l'armée.

### La décision d'extension de la ville
L'autorité militaire ayant reproché à la commune de Wazemmes l’empiétement des marches du portail de l’église Notre-Dame de Consolation en construction sur la zone fortifiée inconstructible, le Maire Casimir-Edmond Mourmant se déplaça au Ministère de la guerre où son interlocuteur, le colonel Magnien, suggéra le déplacement de l'enceinte : "Si vos fortifications vous gênent jetez-les bas !". Cette proposition mise à l'étude se conclut après plusieurs études par la décision de 1858.
Une première esquisse établie le 12 septembre 1856 par le Lieutenant-colonel Schoelcher chef du Génie à la demande du Ministre de la guerre, comporte le dessin des fortifications avec les portes, les demi-lunes et retranchements intérieurs et inclut, outre Wazemmes et Esquermes, la totalité de Moulins-Lille dans l’enceinte projetée.
Un plan du territoire agrandi est proposé le 9 février 1858 par une commission municipale comprenant un pentagone de 15 kilomètres de boulevards de 32 mètres (actuels boulevard Victor Hugo, Montebello, Vauban, boulevard n° 1 (boulevard de la Liberté) doublé par une rue de 20 mètres de large (actuelle rue Solférino), un quadrillage de voies traverses de 15 mètres de large et une rue militaire de 16 mètres longeant l'intérieur du rempart, parcourue par une voie ferrée reliant la gare Saint-Sauveur au port Vauban.
La création de la nouvelle enceinte nécessite la fusion des communes de Moulins, Wazemmes, Esquermes. Fives à l'extérieur du rempart projeté ayant demandé son rattachement est inclus dans l'élargissement décidé par le décret impérial du 30 octobre 1858.
Le territoire compris dans la nouvelle fortification atteint 720 hectares soit la surface de la ville ancienne de 200 hectares augmentée de 524 hectares comprenant la partie des communes annexées de Wazemmes, Moulins-Lille, Esquermes à l'intérieur des remparts et les quartiers Saint-Michel et Vauban aménagés sur les fortifications  du front sud-ouest à démolir, zone militaire inconstructible et zone d'inondation.
Le territoire municipal  passe de 411 hectares (y compris les fortifications et zone militaire) à 2 075 hectares comprenant 720 hectares à l'intérieur de la nouvelle enceinte, 987 hectares à l'extérieur, 368 hectares de fortifications avec la zone militaire inconstructible et sa population de 78 000 habitants à 118 000 habitants.

### La nouvelle enceinte
La nouvelle enceinte est construite dans les années 1860 sur une longueur de 6 kilomètres du bastion de la Noble Tour au canal de la Haute Deûle face à la Citadelle. Elle englobe les parties urbanisées d'Esquermes, de Wazemmes et de Moulins laissant à l'intérieur de l'enceinte des zones vides de constructions, outre les terrains de l'ancienne fortification de la Citadelle à la Noble Tour avec sa zone militaire inconstructible, des espaces à la lisière sud de  Wazemmes et de Moulins, entre ces deux agglomérations et surtout un vaste espace parcouru de multiples bras de l'Arbonnoise au sud-ouest d'Esquermes entre la rue de Canteleu, le boulevard militaire (boulevard de la Moselle) et la rue d'Isly.
Par ailleurs, l'enceinte traverse le territoire de ces trois communes annexées, Wazemmes (faubourg de la Barre) limitrophe de Lomme, Esquermes de Loos, Moulins de Faches-Thumesnil et de Ronchin. L'espace intégré à la ville de Lille compris entre l'enceinte et les communes limitrophes, encore peu peuplé dans les années 1860 s'urbanisera progressivement à partir de la fin du XIXe siècle soit le quartier des Bois-Blancs, les faubourgs de Béthune, des Postes, d'Arras et de Douai, ces trois derniers formant l'actuel quartier de Lille-Sud. Le petit faubourg de Valenciennes sur le territoire de la commune de Fives annexée hors enceinte disparaitra absorbé par les installations ferroviaires, les voies autoroutières et les aménagements tels que la foire commerciale puis le quartier du Bois habité.
Huit portes sont ouvertes dans l'enceinte, Louis XIV en 1874, de Valenciennes en 1863, de Douai en 1863, d'Arras en 1864, des Postes en 1864, de Béthune en 1865, de Canteleu en 1865 et de Dunkerque en 1865. Les portes de Valenciennes, de Douai, d'Arras, des Postes, de Béthune et de Canteleu sont d'un modèle identique, hautes de 9,30 mètres, larges de 11,60 m, comprenant 4 passages, 2 pour les véhicules larges de 3,35 m, 2 pour les piétons larges de 1,60 m et 2 bâtiments de part et d’autre, l’un destiné au portier-consigne (agent chargé de l’ouverture et de la fermeture et dépositaire des clés), l’autre au corps de garde, doublées par une avant-porte construite en briques comprenant également 4 passages. Les portes Louis XIV et de Dunkerque comportent cinq piliers disposés en travers de la chaussée, un corps de garde pour la porte Louis XIV, deux corps de garde de part et d'autre de la porte de Dunkerque.
Sauf les portes de Dunkerque et Louis XIV ces portes sont précédées de nouvelles places.
Les portes de Valenciennes, de Douai, d'Arras, de Béthune et de Canteleu sont établies à l'écart des anciennes routes, rues de Douai, d'Arras, d'Esquermes et de Canteleu qui deviennent quasiment des impasses aboutissant sur le boulevard militaire face à la nouvelle enceinte. Les anciennes routes à l'extérieur de l'enceinte sont rejointes à partir de ces portes par un tracé en courbe à travers la zone fortifiée.
Outre ceux de la rue d'Esquermes déplacé au départ de la nouvelle porte de Béthune (actuelle place Antoine Tacq) dans le prolongement des rues d'Isly et de Loos ouvertes en 1865 et de la rue de Canteleu remplacé par la porte de Canteleu dans l'axe de la rue de Turenne ouverte en 1865 l'enceinte interrompt plusieurs autres anciens parcours ; 
- le chemin de Saint-Sauveur de la porte de Valenciennes vers Ronchin qui disparaît dans le champ de manœuvres s'étendant entre les portes de Valenciennes et de Douai[note 16],
- le chemin de Ronchin dans le prolongement de l'actuelle rue Jean-Jaurès à Moulins vers Ronchin,
- le chemin de la Justice dans le prolongement des rues de la justice et de Bapaume à Wazemmes qui croisait la route d'Arras à l'emplacement de la zone de fortifications au sud de la porte d'Arras et dont on retrouve le tracé rue du Capitaine Ferber dans le faubourg de Douai et rue Anatole-France à Ronchin,
- Le chemin de Thumesnil dans le prolongement de la rue de Thumesnil à Moulins,
- le chemin des Rogations de Wazemmes (actuelle rue Paul Lafargue) à Thumesnil.
- le chemin de l'Arbrisseau d'Esquermes à Wattignies qui correspond à l'actuelle rue Saint-Bernard.

Seule la porte des Postes est dans l'axe d'un parcours ancien, celui de la rue des Postes, celle-ci étant élargie et prolongée au nord jusqu'à la place Sébastopol.
La route de Dunkerque est déplacée vers le nord et la parcours de la Deûle qui aboutissait à l'extrémité sud est du port du Wault est rectifié pour gagner le nord-ouest de ce bassin qui devient une impasse. Le faubourg de la Barre disparaît absorbé par le jardin Vauban et par l'extrémité nord-ouest des axes de communication de la rue Solférino et des boulevards Vauban et de la Liberté.

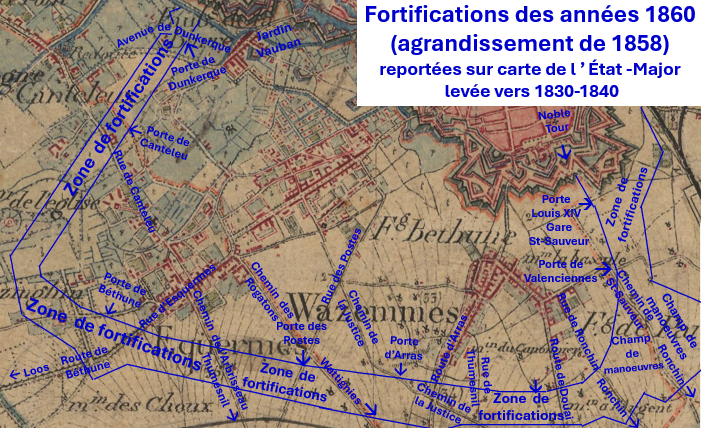
Fortifications de Lille des années 1860 sur carte de l'état-major
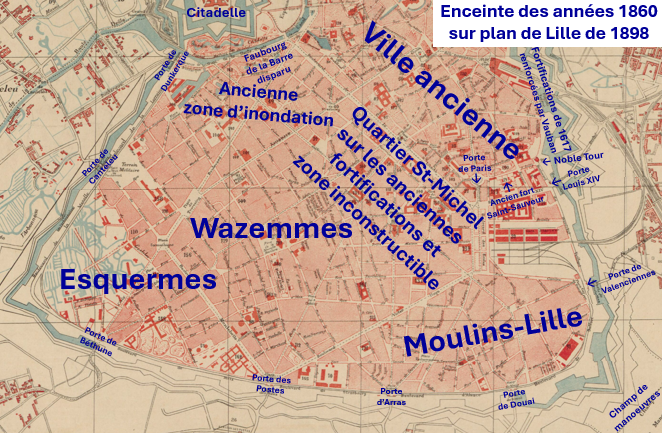
Fortifications de l'agrandissement de 1858

Les portes Louis XIV, des postes et de Dunkerque sont des cas particuliers. La porte Louis XIV ouverte en 1874 dans le prolongement du boulevard Louis XIV pour doubler le passage par la porte de Tournai s'accompagne de l'ouverture d'une nouvelle voie, la rue Julien Destrée (emplacement de l'actuel boulevard du Docteur-Calmette) la reliant à la rue du Faubourg de Tournai (actuelle rue Pierre-Legrand) à travers la zone militaire. La porte des Postes est directement dans l'axe de la rue des postes, de plus à la rencontre de deux grands boulevards créés à la même époque, boulevard Montebello et boulevard Vallon (actuel boulevard Victor Hugo), la porte de Dunkerque est établie sur le parcours d'une nouvelle voie, l'avenue de Dunkerque.
Les portes Notre-Dame (ou de Béthune) et de la Barre (également nommée porte de Dunkerque) sur le flanc sud-ouest sont détruites mais la porte de Paris est préservée ainsi que le fort du Réduit et la Noble Tour.
La zone fortifiée de la nouvelle enceinte d'une longueur de 6 kilomètres s'étend sur 220 hectares sur un total de 368 hectares comprenant les anciennes fortifications maintenues sur le flanc Est (148 hectares).
L'enceinte comprend 19 bastions peu étendus et quelques ouvrages avancés devant la porte Louis XIV, la porte de Valenciennes, la porte de Douai, entre ces deux portes et devant la porte de Béthune. Ces ouvrages n'ont pas l'ampleur des ouvrages à cornes des fortifications de Vauban.
Contrairement à l'ancien rempart entouré d'une cunette continue, le fossé de la nouvelle enceinte n'est pas en eau sur la totalité de son parcours mais uniquement sur le tronçon dans le prolongement des fortifications du flanc est (enceinte de l'agrandissement de 1617-1622 renforcée par Vauban), du bastion de la Noble Tour à la porte de Douai, alimenté par le Becquerel et à celui longeant Esquermes alimenté par la Deûle et l'Arbonnoise de la porte de Béthune à la porte de Dunkerque, le fossé de la partie sud entre le mur intérieur et les bastions de la porte de Béthune à la porte de Douai étant à sec. Un champ de manœuvres s'étend de la porte de Valenciennes à la porte de Douai.

## Le démantèlement

### Les débats préalables
Depuis l’extension de l’enceinte des années 1860, la population avait augmenté atteignant en 1896 une densité de 296 habitants à l'hectare très inégalement répartie. De plus, les remparts et la zone non aedificandi entravaient les communications du centre intra muros avec les quartiers périphériques de Fives et Saint-Maurice, les faubourgs du Sud et la banlieue.
Dès 1882, le Conseil d’arrondissement émet en vain le vœu d’un déclassement partiel de l’enceinte de la porte de Gand à la porte Louis XIV. Le Conseil d’arrondissement étend cette demande à l’ensemble de la place de Lille à la suite d’une loi du 29 mai 1889  ayant déclassé plusieurs places dans le Nord (Douai, Cambrai et Le Quesnoy).
A l’opposé, un lobby attaché au maintien du statu  quo s’oppose à un projet de loi du 7 mars 1889  de  déclassement des places fortes de Lille, Condé-sur-l’Escaut et Maubeuge. Ce projet de loi est retiré en 1902, alors que la municipalité continuait à être favorable à la suppression des fortifications.
La période suivante jusqu’à la guerre est confuse, entre partisans du  déclassement (la municipalité et la majorité de l’opinion publique) et opposants (propriétaires fonciers, commerçants et autorité militaire), un nouveau projet de loi dans ce sens étant différé.
Le 1er août 1914, à la veille de la déclaration de guerre, le ministre de la guerre, Adolphe Messimy, décrète Lille ville ouverte et supprime le poste de commandant de la place. La ville est précipitamment évacuée le 24 août. L’armée allemande entre dans la ville le 12 octobre 1914 après d’intense bombardements lors d’un siège de 2 jours. La ville et ses alentours sont restés dans la zone occupée par l’Allemagne jusqu’au 17 octobre 1918 , l’État-Major n’ayant pas considéré comme prioritaire  leur défense lors de la course à la mer d’octobre 1914

### Le déclassement et la démolition de l'enceinte
À la fin de la guerre, l’inutilité de la ceinture de fortifications est évidente. Par conséquent, le conseil municipal renouvelle le 13 décembre 1918 sa demande de déclassement.
Celui-ci est décidé par la loi du 19 octobre 1919 qui suit celle du déclassement de l'enceinte de Paris du 19 avril 1919.
Cette loi distinguait : 
- l’enceinte fortifiée non grevée de servitude non aedificandi qui devait être déclassée par portions successives dont la destination devait être réglée par convention entre l’ État et la Ville de Lille.
- les terrains comprenant la première zone de servitudes militaires entourant l’enceinte, destinée à la création d'une ceinture verte. « Dans l’intérêt de l’hygiène et de la salubrité publiques, les terrains composant la première zone de servitudes militaires [note 17]continueront d’être grevés de la servitude non aedificandi sous les restrictions ci-après. Ils seront aménagés en espaces libres » […]  « à l’exception de ceux affectés à un service public, tels que voies publiques, chemins de fer, écoles, cimetières existant et à l’extension des abattoirs ». « Aucune portion ne pourra être distraite desdits terrains  destinés aux espaces libres en vue d’y établir des constructions, si ce n’est pour établir des édifices nécessaires à la surveillance ou à l’utilisation de ces espaces libres, lesquelles constructions ne pouvant excéder dans leur ensemble  une surface de plus d’un quarantième des espaces dont il s’agit  et devront être réparties sur l’ensemble de la zone à aménager et de préférence en bordure des principales voies de pénétration dans Lille ».

L'expropriation des terrains de la zone destinés à l’œuvre d’utilité publique définie ci-dessus [ceinture verte] devait être poursuivie par la Ville de Lille

Le Maire Gustave Delory demande que la remise des terrains ait lieu d'un seul bloc et non par tranches.
Les terrains libérés soit 535 hectares de terrains nus, comprenant 368 hectares hectares de fortifications et 167 hectares de zone périphérique anciennement inconstructible ne furent remis à la ville que le 12 octobre 1923.
Par ailleurs, la loi Cornudet du 14 mars 1919  ordonne aux villes de plus de  10 000 habitants un plan d’Aménagement d’Embellissement et d’Extension.
L’arasement des remparts ne débute qu'à la fin de l'année 1923 et ne s’achève que dans les années 1940. Seuls quelques éléments des   fronts nord autour de l'ancien bastion Saint-André et  est autour de la porte de Gand sont épargnés. La plupart des portes sont détruites, la porte Louis XIV vers 1920, la porte de Valenciennes  en 1924, les portes d’Arras, des Postes, de Béthune, de Canteleu  dans les années 1930, les portes des Postes et d’Ypres en 1935. Les vestiges de la porte de Douai détruite par l'explosion des dix-huit ponts de 1916 sont déblayés en 1924. La porte de Fives datant du XIIIe siècle, condamnée en 1672  pour être remplacée par la porte de Tournai, transformée en dépôt de poudre encastré dans le rempart est également détruite en 1924. Seules sont préservées les portes de Gand et de Roubaix de 1617 et partiellement la porte de Dunkerque.
La Citadelle restée domaine militaire est ainsi préservée.
Le parcours direct dans l'axe de la rue de Douai est rétabli vers 1930, celui au départ de la porte de Douai (avenue Louise-Michel) devenant ensuite une impasse devant le boulevard périphérique, cependant enjambé par une passerelle piétons-cycles.
La parcours dans le prolongement de la rue d'Arras est également rétabli, celui de 1860 étant maintenu cependant rectifié (rue de Jussieu).

### Les projets d'urbanisme et les premiers aménagements
Après six projets issus d'un concours d'urbanisme, un plan d'aménagement et d'extension de la ville de Lille est présenté par l'architecte Émile Dubuisson en septembre 1921, comprenant la construction d'un nouvel Hôtel-de-Ville, la démolition-reconstruction du quartier Saint-Sauveur, le percement de voies nouvelles, la création d'une ceinture d'espaces verts, d'équipements (lycées, terrains de sports), d'une gare de passage en remplacement de la gare en impasse sur les terrains entre les portes de Roubaix et de Tournai et les quartiers de Saint-Maurice-Pellevoisin et de Fives et d'un port de la Haute-Deûle du port Vauban à la porte de Canteleu. .
Ce plan ne fut que très partiellement réalisé en raison de la crise de 1929. Le projet de nouvelle gare centrale fut abandonné. Les bâtiments de la foire commerciale et les HBM du groupe Gustave Delory furent construits sur la partie sud de l'emplacement prévu pour cette gare. Dans les autres secteurs, les réalisations de l'entre-deux-guerres restèrent relativement limitées et ponctuelles, parmi lesquelles le groupe d'HBM Verhaeren porte de Béthune, le lycée Baggio entre la porte de Douai et la porte d'Arras, la faculté de médecine, le centre de chèques-postaux porte de Tournai, deux centraux téléphoniques et l'Institut de mécanique des fluides porte de Valenciennes. Au fur et à mesure de la démolition des remparts, des jardins ouvriers s'étendirent de la fin des années 1920 aux années 1950 sur une grande partie de la ceinture fortifiée et de l'ancienne zone non aeficandi, également des terrains vagues et des bidonvilles sur le front nord, aux alentours des portes de Gand et de Roubaix, non l'ensemble de parcs et jardins envisagé en 1919.

### Les aménagements après 1950
Une grande partie des aménagements de l'ancienne  ceinture fortifiée date des années 1950 et 1960, boulevard périphérique, port de Lille qui créent de nouveau une coupure urbaine qui était en train de s'estomper après la démolition des remparts, lycées, ensembles d'HLM du groupe Belfort, du boulevard de Metz mais très peu d'espaces verts, le jardin des plantes étant une exception.
La création du boulevard périphérique ne dérogeait pas formellement aux dispositions de la loi de 1919 qui autorisait les services publics tels que routes et chemins de fer sur l'ancienne zone inconstructible mais était très éloigné de l'esprit du législateur de cette époque qui prévoyait de laisser cet espace libre « dans l’intérêt de l’hygiène et de la salubrité publiques » pour y aménager une ceinture verte.
Plus récemment, le quartier d'EuraLille s'étend sur les terrains qui restaient disponibles sur l'ancienne zone fortifiée entre la porte de Roubaix et la porte de Valenciennes de part et d'autre des voies ferrées de la gare de Lille-Flandres en contradiction avec cette loi qui limitait les constructions à un quarantième de sa surface.
Les espaces verts représentent encore la portion congrue de cet ensemble, à l'est le parc Matisse, le Jardin des géants, le parc des Dondaines sur un ancien bidonville, au nord le parc Winston-Churchill sur la plaine de la Poterne et le jardin écologique. La zone du front nord relativement délaissée devant le bastion, l'ouvrage à cornes de Saint-André et la porte d'eau fait l'objet de projets d'une meilleure mise en valeur (promenade du Préfet, promenade des remparts, voie verte de la Basse Deûle).

## Vestiges
Une partie de l'enceinte est préservée comprenant :
- les portes de ville de Dunkerque, Gand, Paris et Roubaix ;
- autour de la porte de Gand, tout ou partie des bastions des Carmélites et de la Madeleine, la tenaille et demi-lune protégeant la porte ainsi qu'une très faible partie du bastion gauche et la courtine attenante de l'ouvrage à cornes ;
- autour de la porte de Roubaix, la courtine attenante et la porte d'eau du canal des Vieux-Hommes ;
- sur le front nord : la lunette du Grand Carré, l'ouvrage à cornes de Saint-André sans sa demi-lune, une partie de la face droite de la demi-lune 102, une partie de la contre-garde 151 protégeant la porte d'eau de 1670 ainsi que la porte d'eau jouxtant cette contre-garde ajoutée au XIXe siècle, une partie du chemin couvert entourant la demi-lune et son couvre-face de la porte d'eau de la Basse-Deûle ;

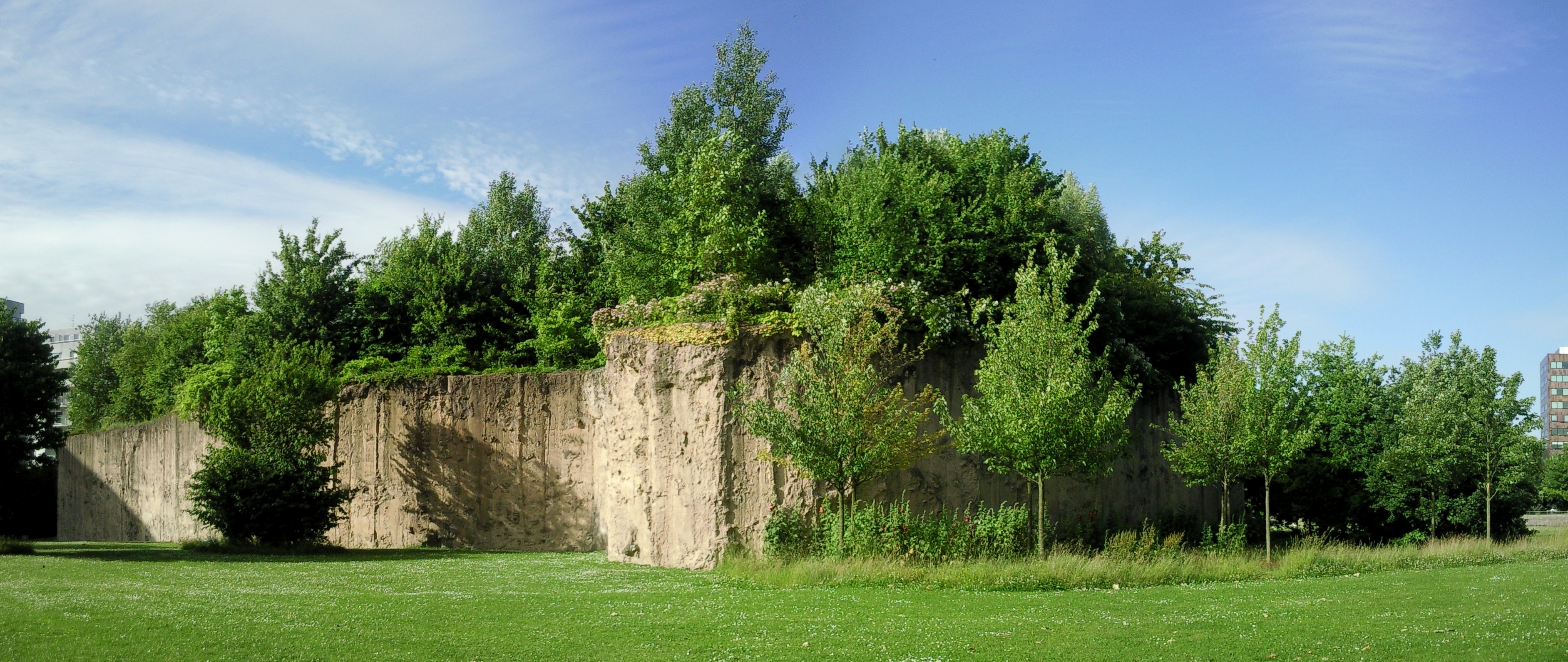
Lille parc matisse ile derborence

- au sud une partie des bâtiments du fort Saint-Sauveur ainsi que la Noble Tour.
- sur le front est, l'« ile Derborence », est un espace arboré en surplomb, inaccessible au public, dans le parc Matisse, aménagé à l'emplacement d'une ancienne lunette en avant de la porte de Roubaix. Cependant, il s'agit là d'une reconstitution car cet élément fortifié avait été arasé à la fin des années 1930[note 18].